# Kalyan
Kalyan (em marata:  कल्याण) é uma cidade no estado de Maharashtra, Índia. É um ponto importante de ligações ferroviárias na proximidade de Bombaim (Mumbai).
Combinada com a cidade de Dombivali forma a intercomunidade de Kalyan-Dombivali, considerada parte da área urbana de Bombaim.

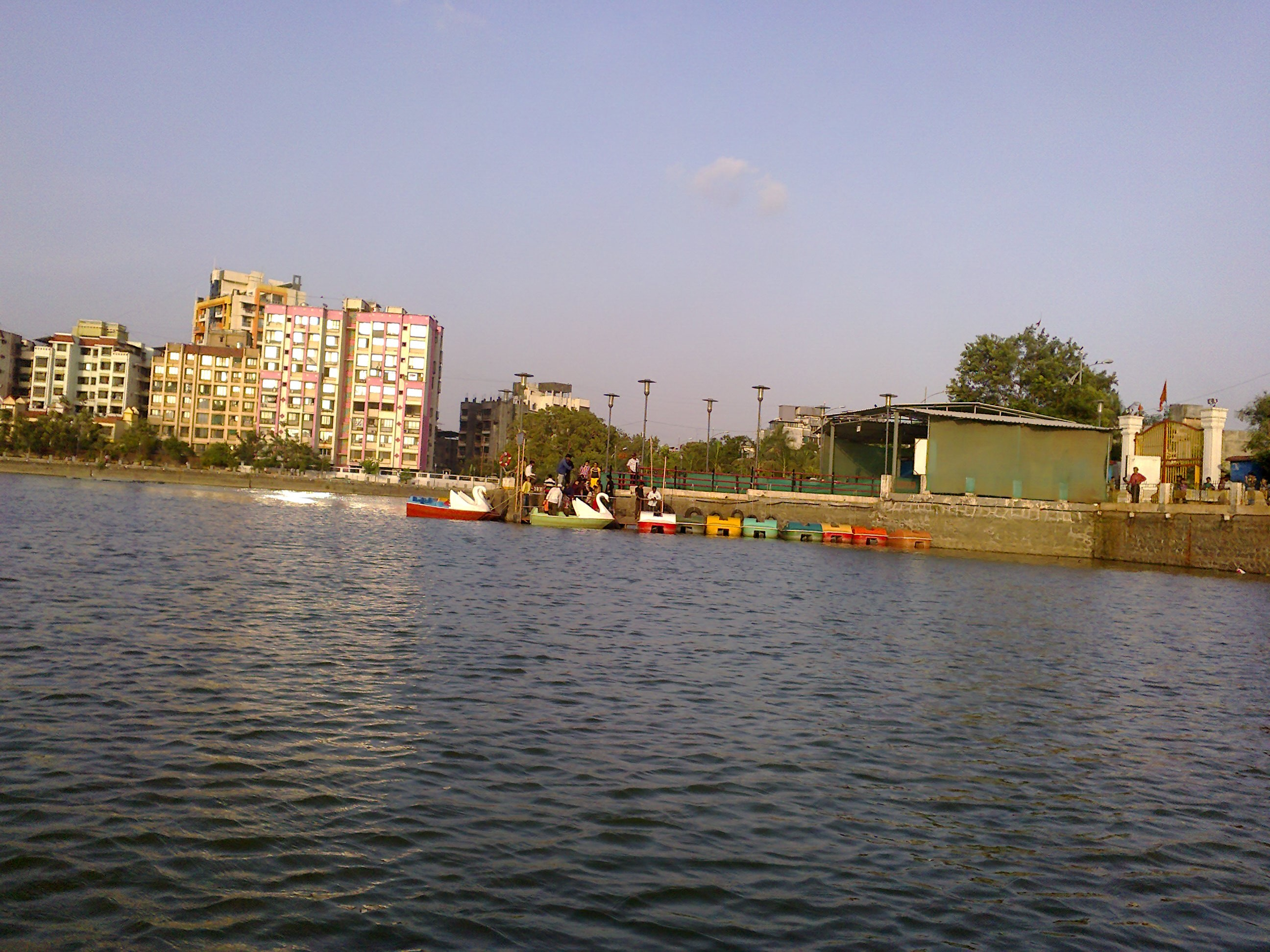
Kala Talao, lago em Kalyan.